# Bollegidia capensis
Bollegidia capensis is een vlokreeftensoort uit de familie van de Bogidiellidae. De wetenschappelijke naam van de soort is voor het eerst geldig gepubliceerd in 1974 door Ruffo.